# Pfäffingen
Pfäffingen is een plaats in de Duitse gemeente Ammerbuch, deelstaat Baden-Württemberg, en telt 1825 inwoners (2008).